# Ciolacu Vechi, Fălești
Ciolacu Vechi este un sat situat în vestul Republicii Moldova, în Raionul Fălești, la o distanță de 120 km Chișinău și  20 km de  Fălești. Aparține administrativ de comuna Ciolacu Nou. La recensământul din 2004 avea o populație de 993 locuitori.